# Crangon septemspinosa
Crangon septemspinosa is een garnalensoort uit de familie van de Crangonidae. De wetenschappelijke naam van de soort werd in 1818 voor het eerst geldig gepubliceerd door Thomas Say.